# 유로파 (로켓)
유로파 로켓(Europa rocket)은 유럽 최초의 우주 발사체이다.

## 역사
1955년 영국은 블루 스트릭 (미사일) 개발을 시작해. 1957년 설계를 완료했다. 영국에서 발사해 러시아 모스크바를 핵공격하기 위해서 개발했지만, 중도에 취소되었다.
그 후 블루 스트릭 (미사일)은 우주 발사체로 개발되었는데, 영국 혼자가 아니라 프랑스, 독일이 참여해 유럽 차원에서 공동 개발의 방식을 취했다.
1단은 영국 블루 스트릭 (미사일) IRBM의 1단을 사용했다. 75톤 추력의 등유/액체산소 엔진 2개를 묶어 150톤 추력을 내었다. 2단은 프랑스 Coralie, 3단은 독일 Astris가 제작했다.
남미 기아나 우주 센터 1번 발사대에서 1회 발사했다.
독일이 만든 3단 로켓의 불량으로 5회 발사가 모두 실패했다. 영국이 개발에서 탈퇴하면서 계획이 취소되었으며, 이후 영국, 프랑스, 독일은 아리안 (로켓) 개발을 시작했다.

## 비교
러시아 로콧과 비슷하다.
- 유로파, 무게 104톤, 3단 액체연료, 1단추력 160톤, 2단추력 27톤, 3단추력 2톤, 화물 200 kg
- 스트렐라 (로켓), 무게 105톤, 3단 액체연료, 1단추력 200톤, 2단추력 25톤, 3단추력 0.5톤, 화물 2000 kg
- 로콧, 무게 107톤, 3단 액체연료, 1단추력 200톤, 2단추력 25톤, 3단추력 2톤, 화물 2000 kg

유로파 로켓은 북한 화성 15호 ICBM과 1단이 비슷하다.
- 유로파, 추력 80톤 액체연료 엔진 2개, 추력 160톤
- 화성 15호, 추력 80톤 액체연료 엔진 2개, 추력 160톤